# Aguni-jima
Aguni-jima (粟国島) est une île japonaise de la mer de Chine orientale, située à environ 60 km au nord-ouest de Naha dans la préfecture d'Okinawa.

## Toponymie
Le toponyme « Aguni » traduit le fait que l'île d'Aguni est le lieu d'une production céréalière traditionnelle de millet des oiseaux. « 粟国 » signifie « pays du millet ».

## Géographie
D'un point de vue administratif, Aguni-jima fait partie du district de Shimajiri.

### Démographie
Lors du recensement national de 2015, le village d'Aguni, qui occupe la totalité de l'île, comptait 759 habitants, répartis sur une superficie de 7,65 km. La population de l'île est en déclin du fait d'un vieillissement démographique.